# 藤田俊太郎
藤田 俊太郎（ふじた しゅんたろう、1980年4月24日 - ）は秋田県秋田市土崎港出身の舞台演出家。東京芸術大学美術学部先端芸術表現科卒業。舞プロモーション所属。
絵本ロックバンド「虹艶（にじいろ）Bunny」としてライヴ活動を行う。

## 略歴
- 2004年 - 東京藝術大学在学中にニナガワ・カンパニーに入る。当初は俳優として活動を開始、後に蜷川幸雄の演出助手を務める。
- 2011年 - 「喜劇一幕・虹艶聖夜」で初めて作・演出を手掛ける。
- 2015年 - 「The Beautiful Game」の演出により第22回読売演劇大賞・杉村春子賞&優秀演出家賞を受賞。
- 2017年 - 「ジャージー・ボーイズ」の演出により第24回読売演劇大賞・優秀演出家賞を受賞。「ジャージー・ボーイズ」「手紙2017」の演出により第42回菊田一夫演劇賞を受賞[3]。
- 2021年 - 「天保十二年のシェイクスピア」「NiNE」「Violet」の演出により第28回読売演劇大賞・最優秀演出家賞を受賞。
- 2024年 - 「ラビット・ホール」「ラグタイム」の演出により第31回読売演劇大賞・大賞&最優秀演出家賞を受賞[4]。
- 2025年 - 「リア王の悲劇」「VIOLET」の演出により芸術選奨新人賞を受賞[5]。

## 人物
- 祖父は秋田市議会議長だった[6]。
- 高校を中退し、大検を取得して東京藝術大学に入学した[6]。

## 主な舞台演出作品

### 2011年
- 『喜劇一幕・虹艶聖夜』（新宿ゴールデン街劇場）

### 2012年
- ザ・ファクトリー2『話してくれ、雨のように……』（さいたま芸術劇場）

### 2014年
- ミュージカル『The Beautiful Game』（新国立劇場小劇場）

### 2015年
- 『人魚姫』（東京芸術劇場シアターウエスト）

### 2016年
- ミュージカル『手紙』（新国立劇場小劇場 / 新神戸オリエンタル劇場 / 枚方市市民会館）
- ミュージカル『ジャージー・ボーイズ』（シアタークリエ）
- 『sound theaterVI』（兵庫県立芸術文化センター阪急中ホール）
- 『Take me out』（DDD青山クロスシアター・兵庫県立芸術文化センター）

### 2017年
- ミュージカル『手紙2017』（新国立劇場小劇場 / 新神戸オリエンタル劇場）
- 『ダニーと紺碧の海』（紀伊國屋ホール / 兵庫県立芸術文化センター）
- ブロードウェイミュージカル『ピーターパン』（東京国際フォーラムホールC / 清水文化会館マリナート大ホール / 大阪梅田芸術劇場メインホール）
- 『sound theaterⅦ』（兵庫県立芸術文化センター阪急中ホール）
- 朗読劇『LOVE LETTERS』調布パルコ×イオンシネマシアタス調布スペシャル（シアタス調布スクリーン10 / EXシアター六本木）

### 2018年
- 『Take Me Out 2018』（DDD青山クロスシアター9）
- 『ミュージカル「ジャージー・ボーイズ」・イン・コンサート』（東急シアターオーブ）
- 28th Anniversary Special~蒼井陽治追悼~『LOVE LETTERS』（草月ホール）
- ブロードウェイミュージカル『ピーターパン』（東京国際フォーラムホールC / 大阪梅田芸術劇場メインホール / 金沢歌舞伎座 / 御園座）
- ミュージカル『ジャージー・ボーイズ』（シアタークリエ / 大館市民文化会館 / 岩手県民会館 / 日本特殊陶業市民会館中ホール / 新歌舞伎座 / 久留米シティプラザ ザ・グランドホール）
- 朗読劇『LOVE LETTERS』2018 Autumn Special（サンシャイン劇場）

### 2019年
- Musical『VIOLET』（Charing Cross Theatre）
- ブロードウェイミュージカル『ピーターパン』（彩の国さいたま芸術劇場大ホール / カルッツ川崎 / 御園座 / 大阪梅田芸術劇場メインホール / 富山オーバードホール）
- 朗読劇『LOVE LETTERS』黒柳徹子スペシャル（EXシアター六本木 / 大阪森ノ宮ピロティ）
- 朗読劇『LOVE LETTERS』2019 Autumn Special（新国立劇場小劇場）

### 2020年
- 絢爛豪華祝祭音楽劇『天保十二年のシェイクスピア』（2020年2月8日 - 27日、日生劇場）※COVID-19感染状況ならびに予防対策のため2月28日・29日（東京・日生劇場）と3月5日 - 10日（大阪・梅田芸術劇場メインホール）中止
- 朗読劇『LOVE LETTERS』こけら落としSpecial（2020年2月12日 - 25日、PARCO劇場）
- 『ミュージカル「ジャージー・ボーイズ」・イン・コンサート』（2020年7月23日 - 8月5日、帝国劇場）
- 朗読劇『LOVE LETTERS』30th Anniversary Special（2020年8月21日 - 23日、PARCO劇場）
- ミュージカル『ヴァイオレット』（2020年9月4日 - 6日、東京芸術劇場プレイハウス）
- ミュージカル『NiNE』（2020年11月12日 - 29日、赤坂ACTシアター / 12月5日 - 13日、梅田芸術劇場メインホール）

### 2021年
- 朗読劇『LOVE LETTERS』2021 Winter Special（2月24日、PARCO劇場）
- 朗読劇『LOVE LETTERS』2021 Spring Special（3月12日 - 14日、PARCO劇場）
- 『「人を思うちから 其の弐」東京ゴッドファーザーズ』（2021年5月12日 - 30日、新国立劇場小劇場 / 6月4日 - 6日、穂の国とよはし芸術劇場PLAT主ホール / 6月11日・12日、兵庫県立芸術文化センター阪急中ホール / 6月17日・18日、高崎芸術劇場スタジオシアター）※緊急事態宣言発出による5月2日・3日（プレビュー公演）と5月6日 -11日（本公演）は中止[7]

### 2022年
- 『ミネオラ・ツインズ～六場、四つの夢、(最低)六つのウィッグからなるコメディ～』（2021年1月7日 - 31日、青山スパイラルホール）[8]※1月25日 - 28日の公演は新型コロナウイルスの影響で中止[9]
- 朗読劇『LOVE LETTERS』31st Season Anniversary Special（2022年2月3日 - 7日、PARCO劇場）[10]
- ミュージカル『手紙2022』（3月12日 - 27日、東京建物 Brillia HALL）[11]
- ミュージカル『ジャージー・ボーイズ』（2022年10月6日 - 29日、日生劇場 / 11月3日 - 6日、新歌舞伎座 / 11月10日 - 13日、博多座 / 11月26日・27日、日本特殊陶業市民会館ビレッジホール / 12月3日・4日、あきた芸術劇場ミルハス / 12月10日・11日、横須賀芸術劇場）[12]
- 朗読劇『LOVE LETTERS』2022 Autumn Special（11月23日・29日、PARCO劇場）[13]

### 2023年
- 朗読劇『LOVE LETTERS』2023 New Year Special（1月12日・18日・27日、PARCO劇場）[14]
- 『Sound Theater 2023』（2月18日、パルテノン多摩 大ホール）[15]
- 『ラビット・ホール』（2023年4月9日 - 25日、PARCO劇場 / 4月28日、あきた芸術劇場ミルハス 中ホール / 5月4日、キャナルシティ劇場 / 5月13日・14日、森ノ宮ピロティホール）[16]
- 朗読劇『LOVE LETTERS』2023 Spring Special（4月12日・19日・21日・23日、PARCO劇場）[17]
- 『ヴィクトリア』（2023年6月24日 - 30日、青山スパイラルホール / 7月5日・6日、兵庫県立芸術文化センター 阪急中ホール / 7月8日・9日、京都芸術劇場 春秋座 / 7月11日、穂の国とよはし芸術劇場PLAT 主ホール）[18]
- ミュージカル『ラグタイム』（2023年9月9日 - 30日、日生劇場 / 10月5日 - 8日、梅田芸術劇場メインホール / 10月14日・15日愛知県芸術劇場 大ホール）[19]
- ミュージカル『東京ローズ』（2023年12月7日 - 24日、新国立劇場小劇場）[20]

### 2024年
- 朗読劇『LOVE LETTERS』2024 New Year Special（1月19日・24日・29日、PARCO劇場）[21]
- ミュージカル『ヴァイオレット』（2024年4月7日 - 21日、東京芸術劇場プレイハウス / 4月27日 - 29日、梅田芸術劇場シアター・ドラマシティ）[22]
- KAAT神奈川芸術劇場プロデュース「リア王の悲劇」（2024年9月16日 - 10月3日、KAAT神奈川芸術劇場 ホール内特設会場）[23]
- 絢爛豪華祝祭音楽劇『天保十二年のシェイクスピア』（2024年12月9日 - 29日、日生劇場 / 2025年1月5日 - 7日、梅田芸術劇場 / 1月11日 - 13日、博多座 / 1月18日・19日、オーバード・ホール 大ホール / 1月25日・26日、愛知県芸術劇場 大ホール）[24]

### 2025年
- 朗読劇『LOVE LETTERS』2025 New Year Special（1月15日、水戸芸術館 ACM劇場 / 1月21日・22日日、PARCO劇場）[25]
- ミュージカル『手紙2025』（3月7日 - 23日、東京建物 Brillia HALL / 3月29日 - 31日、SkyシアターMBS / 4月5日6日、岡山芸術創造劇場ハレノワ 大劇場）[26]
- 舞台『Take Me Out』2025（5月17日 - 6月8日、よみうりホール / 6月14日・15日、Niterra日本特殊陶業市民会館 ビレッジホール / 6月20日・21日、岡山芸術創造劇場 ハレノワ 中劇場 / 6月27日 - 29日、兵庫県立芸術文化センター 阪急中ホール）[27]
- ※予定ミュージカル『ジャージー・ボーイズ』（2025年8月10日 - 9月30日、シアタークリエ）[28]
- ※予定ミュージカル「ISSA in Paris」（2026年1月、日生劇場 / 2月、梅田芸術劇場 メインホール / 2月、御園座）[29]